# Молитовник Еразма Цьолека
«Молитовник Еразма Цьолека» (пол. Mszał Erazma Ciołka) — одна з найдавніших реліквій польської літератури. Виготовлений у 1515 році в Кракові для Еразма Цьолека, архієпископа Плоцького, він був прикрашений фігурними ініціалами, багатими облямівками з мотивами гербів власника (герб Сулими).